# کوک‌کاینار
کوک‌کاینار (به قزاقی: Kokkaynar) یک منطقهٔ مسکونی در قزاقستان است که در استان آلماتی واقع شده‌است.